# Генеральный комиссариат Беларусь
Генера́льный комиссариа́т Белору́ссия или Генера́льный комиссариа́т Белоруте́ния (бел. Генэральны камісарыят «Беларусь», нем. Generalkommissariat Weißruthenien) — высший орган оккупационной гражданской администрации на территории генерального округа Белоруссия.

## Описание

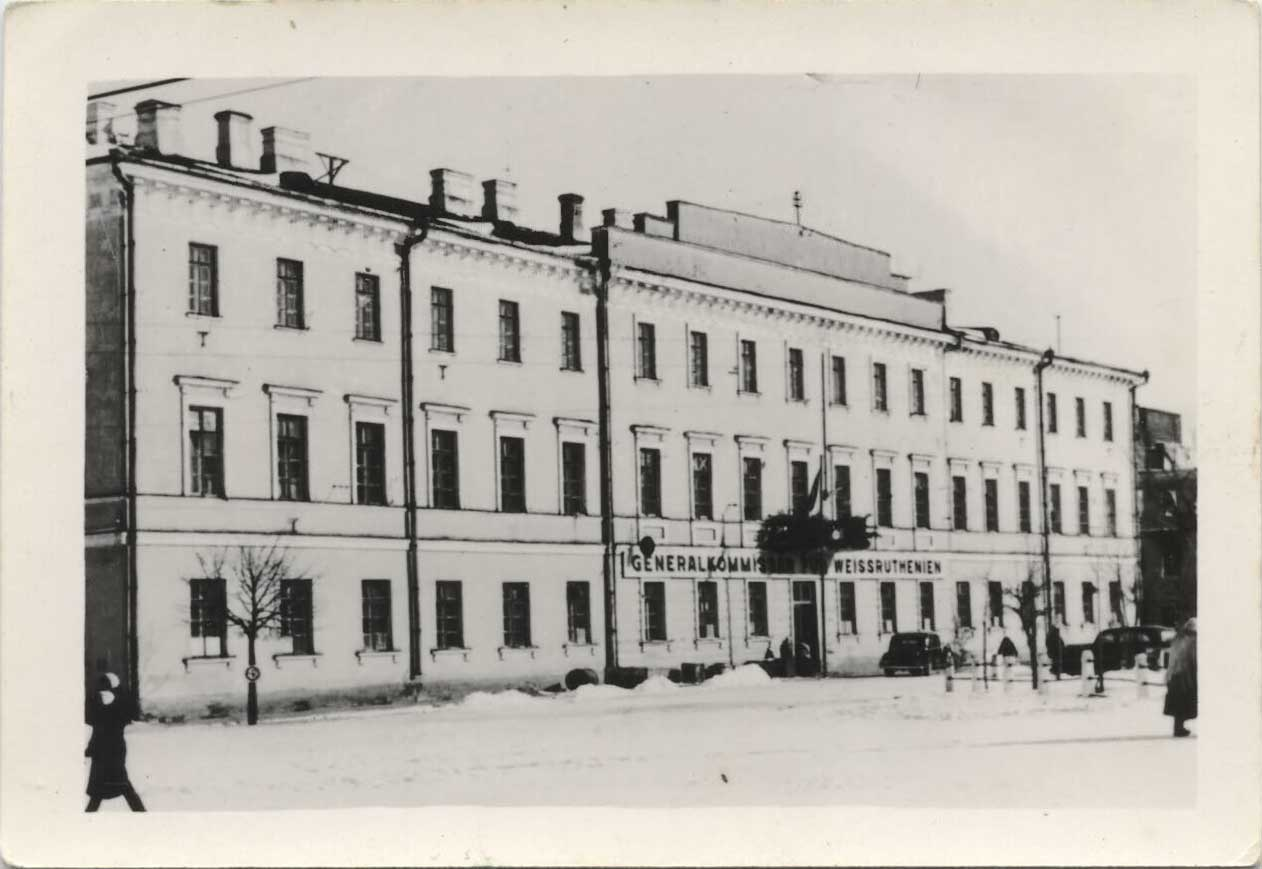
Здание Генерального комиссариата Белоруссия в Минске на площади Высокий рынок (бывший василианский монастырь, затем — административное здание

Образован в конце июля — начале августа 1941 года. Состоял из пяти главных отделов: политики, управления, хозяйства, техники и труда. Руководящие должности занимали лица немецкой национальности. К 1944 году в нём были девять отделов:
- отдел политики и пропаганды
- отдел прессы
- отдел промышленности
- отдел сельского хозяйства и продовольствия
- отдел леса и древесины
- отдел использования
- отдел рабочей силы
- отдел права
- отдел культуры
- отдел здравоохранения и ветеринарии.

Руководителем Генерального комиссариата Белоруссия с 1 сентября 1941 был бывший гауляйтер НСДАП из Бранденбурга Вильгельм Кубе. 22 сентября 1943 Кубе был убит в результате покушения, организованного партизанами, и его должность временно занял заместитель Высшего начальника СС и полиции Центральной России, группенфюрер СС Курт фон Готберг (27 сентября 1943 — июнь 1944). Де-факто до 30 марта 1944 Генеральный комиссариат управлялся руководством из Риги.
Генеральному комиссариату непосредственно подчинялись областные комиссариаты, городской комиссариат Минска, силы полиции, служб безопасности и СД. Ему подчинялись пять главных комиссариатов (гаупткомиссариаты), пять городских (штадткомиссариаты) и 37 районных (гебиткомиссариаты):
- Главный комиссариат Минск (Городской комиссариат Минск, районные комиссариаты Глебоке, Вилейка, Борисов, Слуцк, Стары-Дороги, Минск-Ланд и Глусск)
- Главный комиссариат Барановичи (Районные комиссариаты Гродно, Лида, Юрацишки, Новогродек, Волковык, Слоним, Барановичи, Столбцы, Ганевичи, Телеханы и Береза-Картусская)
- Главный комиссариат Витебск (Городской комиссариат Витебск, районные комиссариаты Дрисса, Полоцк, Лепель, Городок, Езерище, Витебск-Ланд, Бещенковичи, Толотщино и Орша)
- Главный комиссариат Могилёв (Городские комиссариаты Могилёв и Бобруйск, районные комиссариаты Бобруйск-Ланд, Могилёв, Горький, Климовичи и Шлобин)
- Главный комиссариат Смоленск (Городской комиссариат Смоленск, районные комиссариаты Невель, Смоленск-Ланд, Ярцево, Росславль и Шуковка)

Комиссариат претворял в жизнь политику, основанную на максимально эффективном использовании экономического потенциала, человеческих и материальных ресурсов оккупированной территории в интересах нацистской Германии, проводил различные политические и идеологические эксперименты, особенно в рамках политики вайсрутенизации.
Руководство Генерального комиссариата было причастно к преступлениям против гражданского населения, в том числе и к истреблению евреев: так, оно составляло списки жителей еврейского происхождения и предоставляло их генералу вермахта, барону Густаву фон Бехтольшайму, который руководил массовыми расстрелами. Некоторые из членов Генерального комиссариата преследованиям не подвергались: после войны глава отдела сельского хозяйства и продовольствия Хайнц Рудольф спокойно занял пост социального министра в Нижней Саксонии, считая, что не совершил ничего противоправного, «сменив пистолет-пулемёт на перо».
Прекратил своё существование в июне 1944 года после освобождения Белоруссии советскими войсками от войск Вермахта.